# Problepsis minuta
Problepsis minuta là một loài bướm đêm trong họ Geometridae.